# Hasunska kultura
Hasunska kultura je kamenodobna arheološka kultura, ki se je razvila v severni Mezopotamiji v poznem 6. tisočletju pr. n. št..  Ime je dobila po tipskem najdišču  Tell Hassuna v Iraku. Drugo pomembno najdišče je Tell Shemshara.
Okrog leta 6000 pr. n. št. so se ljudje naselili na vznožjih gora v najsevernejši Mezopotamiji, kjer je bilo dovolj dežja, da so lahko kmetovali brez namakanja polj. Bili so prvi poljedelci na skrajnem severu Mezopotamije. Izelovali so lončenino iz svetle gline z rdečkasto črtasto poslikavo  v hasunskem slogu, ki je zamenjala prejšnjo  grobo izdelano lončenino. 
Ljudje so živeli v majhnih vaseh ali zaselkih, velikih 2 do 8 oralov (0,8 – 3,2 ha). V Tell Hassuna so bila bivališča zgrajena okoli odprtega osrednjega dvorišča. Poljedelski način življenja dokazuje najdeno orodje – ročne sekire, srpi, mlinski kamni, košare, krušne peči in številne kosti domačih živali. 
Ženska figurice so bile povezane z bogoslužjem. Pogrebni vrči, v katerih so našli ostanke hrane, kažejo, da so verjeli v posmrtno življenje. Podobnost keramike s tisto, ki so jo odkrili je Jerihu, kaže, da  je bila kultura zelo razširjena.

## Vira
- Roger Matthews (2000). The early prehistory of Mesopotamia. 50,000 - 4,500 BC. Turnhout : Brepols. ISBN 9782503507293.
- James Mellaart (1975). The Neolithic of the Near East. London : Thames and Hudson. COBISS 16182370. ISBN 0-500-79003-5.